# Rossese di Dolceacqua
Il Rossese di Dolceacqua, detto anche solo Dolceacqua, è un vino prodotto nel ponente ligure, ed esattamente in val Nervia, in val Verbone e in una porzione della Valle Roja nella provincia di Imperia. I principali comuni interessati nella produzione sono Camporosso, Dolceacqua, Perinaldo, San Biagio della Cima, Soldano, Vallecrosia, Ventimiglia.

## Origini e sviluppo

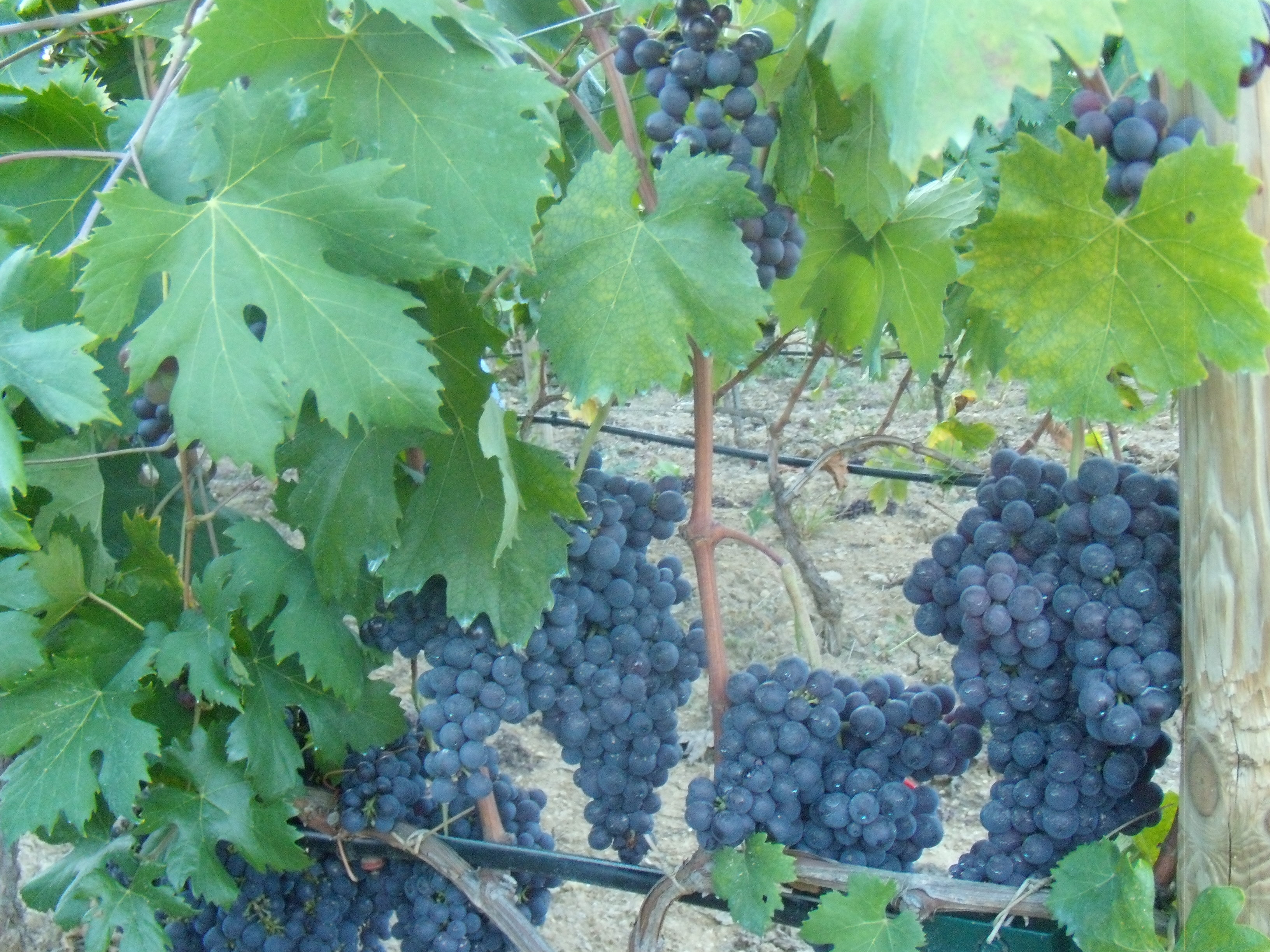
Pianta di Rossese di Dolceacqua

Recenti studi del CNR di Torino, da parte della nota ampelografa Dott.ssa Maria Schneider, hanno dimostrato che l'uva italiana rossese e la francese tibouren sono sostanzialmente identiche dal punto di vista genetico. La forma della foglia ed i suoi lobi profondamente incisi fanno pensare ad un'origine mediorientale, se non esattamente greca. Pare inoltre che, come molte varianti ora diffuse nel continente europeo, l'uva rossese/tibouren sia arrivata tramite il porto di Messalia, l'attuale Marsiglia, grazie appunto agli scambi commerciali dei Greci, quindi diffusasi nell'attuale Provenza e nella zona di Dolceacqua, grazie all'operato dei monaci benedettini, prendendo due nomi differenti. Attualmente il Tibouren viene utilizzato come uva per la produzione di rosati nella AOC Provenza, in saldo ad altre uve meno aromatiche, e solamente in Italia è usata da sempre in purezza per la produzione di vino rosso.
La coltivazione di questa varietà si è affermata intorno al XIX secolo, anche se la prima citazione è riportata dal Gallesio nella sua Pomona Italiana. In questa opera il Gallesio gli dedica un breve spazio accanto ad un Rossese bianco, denominato “Ruzzese”, coltivato ed apprezzato da tempo nel Levante ligure. Oggi sono iscritti all'albo il “Rossese di Dolceacqua” ed il “Ruzzese”, ma nel savonese viene anche coltivata una varietà minore, il “Rossese di Campochiesa”, il quale è utilizzato per la produzione dei vini a denominazione Riviera Ligure di Ponente Rossese in sostituzione o in miscela con il rossese.

## Viticoltura
Il rossese, ed in particolare il suo grappolo, con acini dalla buccia assai fine, è una pianta assai delicata: molto sensibile all'oidio e ad altre patologie della vite; frequenti sono inoltre i fenomeni di colatura ed acinellatura. L'insieme di questi fattori la rende pianta difficile da coltivare, con produzione quantitativamente non costante nel tempo. Necessita di suoli ben drenati e zone ben aerate, per prevenire le patologie dovute all'umidità.

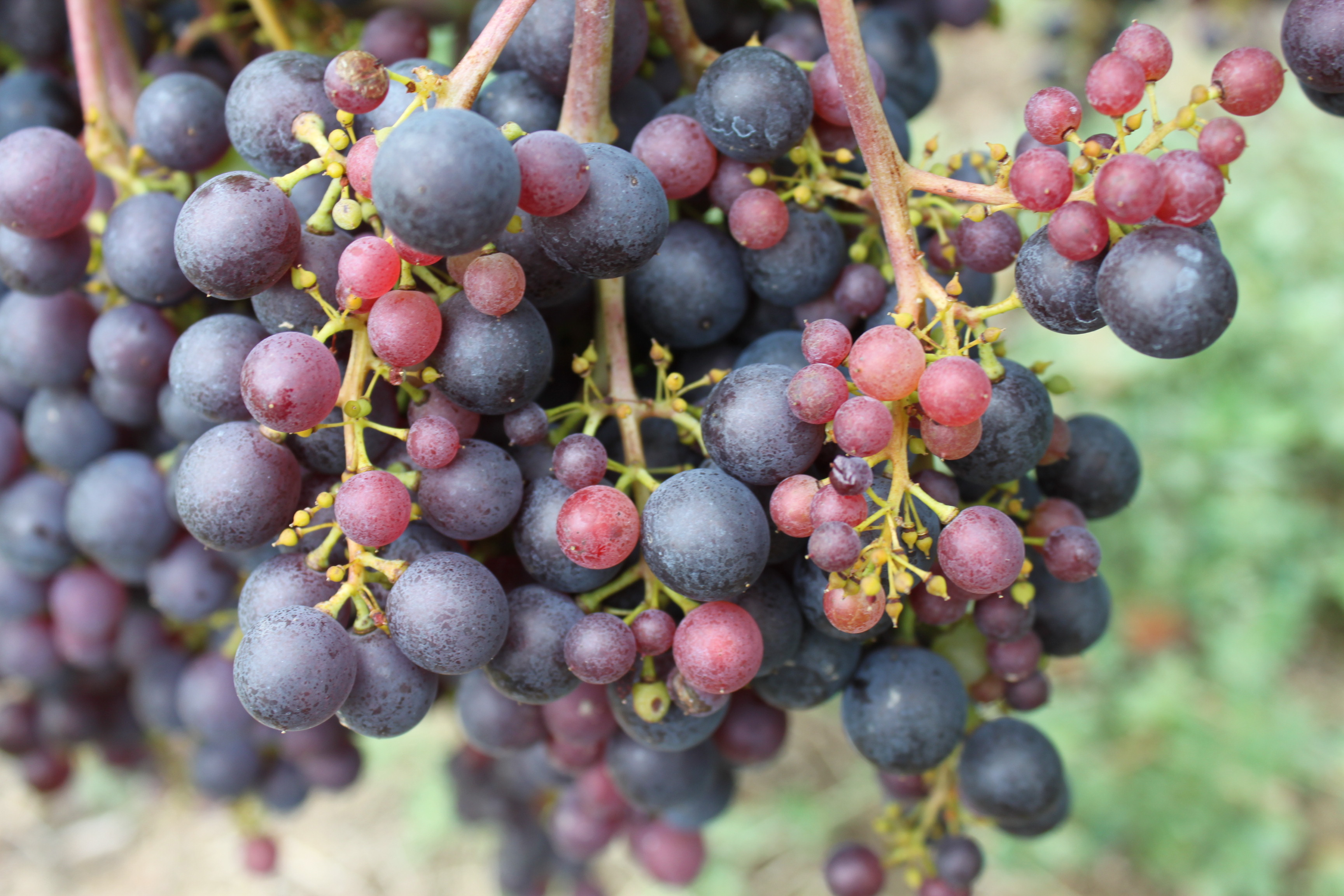
Acinellatura nel grappolo di rossese

Il terreno prediletto e predominante è un terreno scisto marnoso (tipo flysch), con più o meno concentrazione di argilla, detto in ligure ‘sgrutto’, ad indicare la particolare roccia friabile che sgretolandosi crea il suolo sabbioso.
Tuttavia nelle due vallate, ed in particolare nella Val Nervia, si trovano varie zone con terreni molto differenti, a forte matrice argillosa/calcarea dotati di più o meno scheletro (i.e.presenza di rocce al loro interno). Nello specifico vanno citati i cru Pian del Vescovo a Camporosso, dotato di argille rosse e bianche con buono scheletro, ed i cru Brunetti, Trinceira e Migliarina, dotati di argille bianco blu con ottima dotazione fossile ed assenza pressoché totale di scheletro.

Data la particolare morfologia delle vallate in cui è coltivato, e delle pendenze estremamente accentuate dei versanti delle colline, il luogo prediletto di coltivazione è la terrazza (detta ‘fascia’ dai liguri), unico stratagemma per ottenere terreni pianeggianti anche nelle zone più ripide. I muri che sorreggono le terrazze, detti ‘maixei’ sono costruiti con pietra locale ed ‘a secco’, cioè senza uso di cemento o collanti.
La coltivazione tradizionale sulle terrazze è l'alberello, grazie a questo tipo di potatura ed all'altissima densità degli impianti, molti vigneti hanno più di 120 anni (molto note alcune vigne dei cru Arcagna, Beragna, Luvaira e Pini) e la media di età dei vigneti è di oltre 45 anni (2011, dati Ispettorato Agrario Imperia). La vigoria è buona, così come la resa, anche in potature tipo alberello o cordone speronato. Non essendoci problemi di produzione sulle gemme basali, tendenzialmente si preferisce usare questo tipo di potature rispetto al sistema guyot, potatura moderna arrivata nella zona di Dolceacqua più recentemente.

## Disciplinare di produzione D.O.C. o D.O.P.
Il disciplinare D.O.C. del Rossese di Dolceacqua è stato il primo ad essere approvato in Liguria, nel 1972; di seguito il testo dell'ultimo aggiornamento (Fonte Ministero Politiche Agricole)

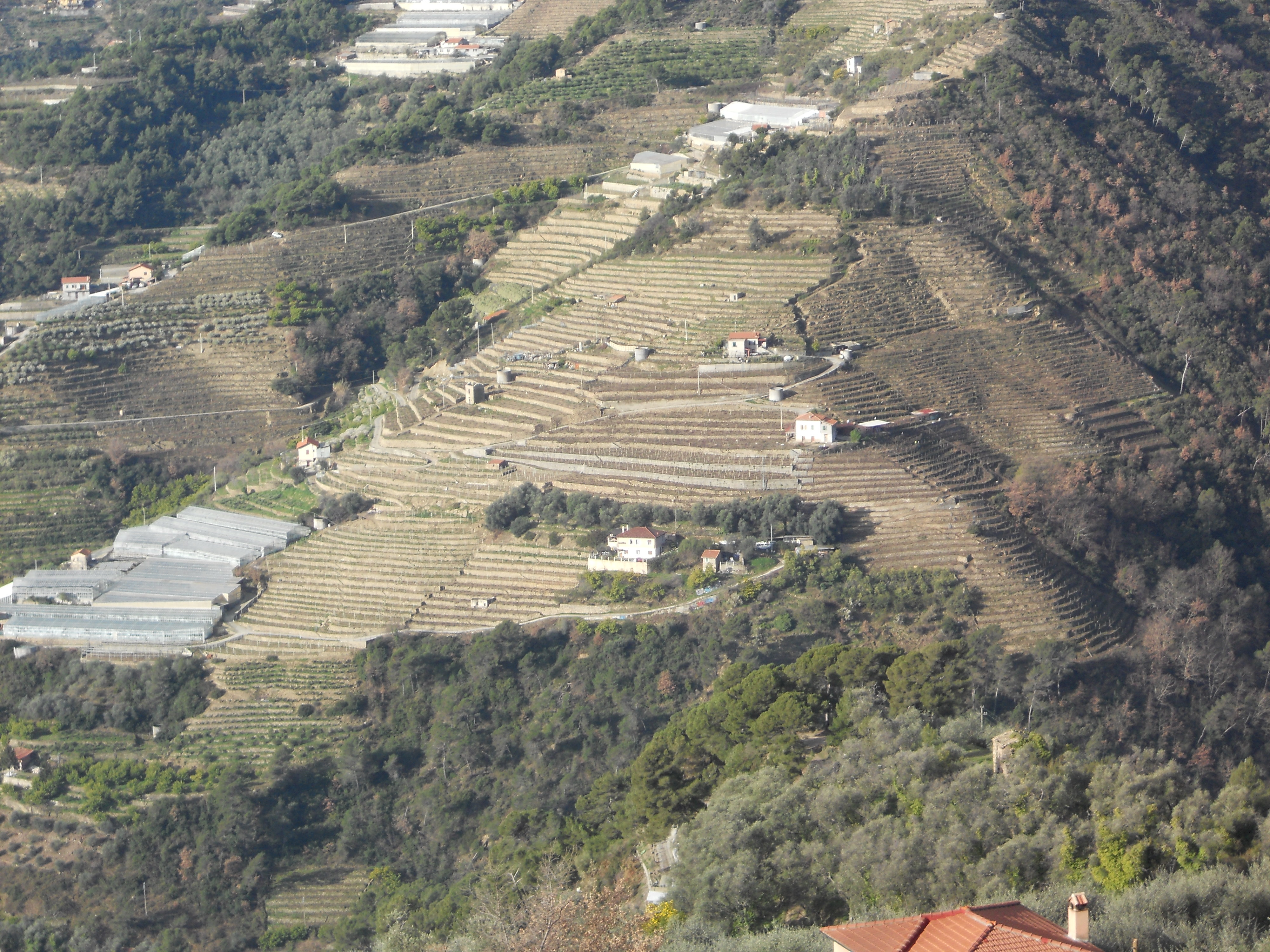
Cru Pini, Val Verbone

DISCIPLINARE DI PRODUZIONE DEL VINO A DENOMINAZIONE DI ORIGINE CONTROLLATA “ROSSESE DI DOLCEACQUA” O “DOLCEACQUA”
Articolo 1.
La Denominazione di Origine Controllata “Rossese di Dolceacqua” o “Dolceacqua” è riservato al vino rosso, anche nella tipologia “superiore”, che risponde alle condizioni ed ai requisiti stabiliti nel presente disciplinare di produzione.
Articolo 2.
Il vino “Rossese di Dolceacqua” o “Dolceacqua” deve essere ottenuto dalle uve provenienti dai vigneti composti dal vitigno Rossese. Possono concorrere alla produzione di detto vino le uve rosse, non aromatiche, provenienti da vitigni, idonei alla coltivazione per la Regione Liguria, presenti nei vigneti fino ad un massimo complessivo del 5%.
Articolo 3.
La zona di produzione del vino “Rossese di Dolceacqua” o “Dolceacqua” comprende in tutto i territori dei comuni di Dolceacqua, Apricale, Baiardo, Camporosso, Castelvittorio, Isolabona, Perinaldo, Pigna, Rocchetta Nervina, San Biagio della Cima e Soldano, nonché la frazione Vallecrosia Alta, del comune di Vallecrosia, e quella di Mortola Superiore, S. Bartolomeo - Carletti, Ville, Calandri, S. Lorenzo, S. Bernardo, Sant'Antonio, Sealza, Villatella, Calvo-S. Pancrazio, Torri, Verrandi e Calandria di Trucco del comune di Ventimiglia, e quella parte del territorio del comune di Vallebona che è situata sulla riva destra del torrente Borghetto.
Articolo 4.
Le condizioni ambientali e di coltura dei vigneti destinati alla produzione del vino “Rossese di Dolceacqua” o “Dolceacqua” devono essere quelle tradizionali della zona e, comunque, atte a conferire alle uve ed al vino derivante le specifiche caratteristiche di qualità. Sono pertanto da considerarsi idonei, ai fini dell'iscrizione allo schedario viticolo ai sensi della vigente normativa, unicamente i vigneti ubicati in terreni ben esposti, a quote non superiori ai 600 metri, con esclusione di quelli siti nei fondovalle. I sesti di impianto, le forme di allevamento ed i sistemi di potatura devono essere quelli generalmente usati o comunque atti a non modificare le caratteristiche delle uve e dei vini.
È vietata ogni pratica di forzatura. È consentita l'irrigazione di soccorso. La resa massima di uva ammessa per la produzione del vino “Rossese di Dolceacqua” o “Dolceacqua” non deve essere superiore a t 9,00 di uve per ettaro di coltura specializzata. Le uve destinate alla vinificazione devono assicurare un titolo alcolometrico volumico naturale minimo dell'11,50% vol al vino “Rossese di Dolceacqua” o “Dolceacqua”, ed un titolo alcolometrico volumico naturale minimo del 12,00% vol al vino “Rossese di Dolceacqua” o “Dolceacqua” superiore. Fermo restando il limite massimo sopra indicato, la resa per ettaro di vigneto in coltura promiscua deve essere calcolata, rispetto a quella specializzata, in rapporto alla effettiva superficie coperta dalla vite. A tale limite, anche in annate eccezionalmente favorevoli, la resa dovrà essere riportata attraverso un'accurata cernita delle uve, purché la produzione non superi del 20% il limite medesimo.
Articolo 5.

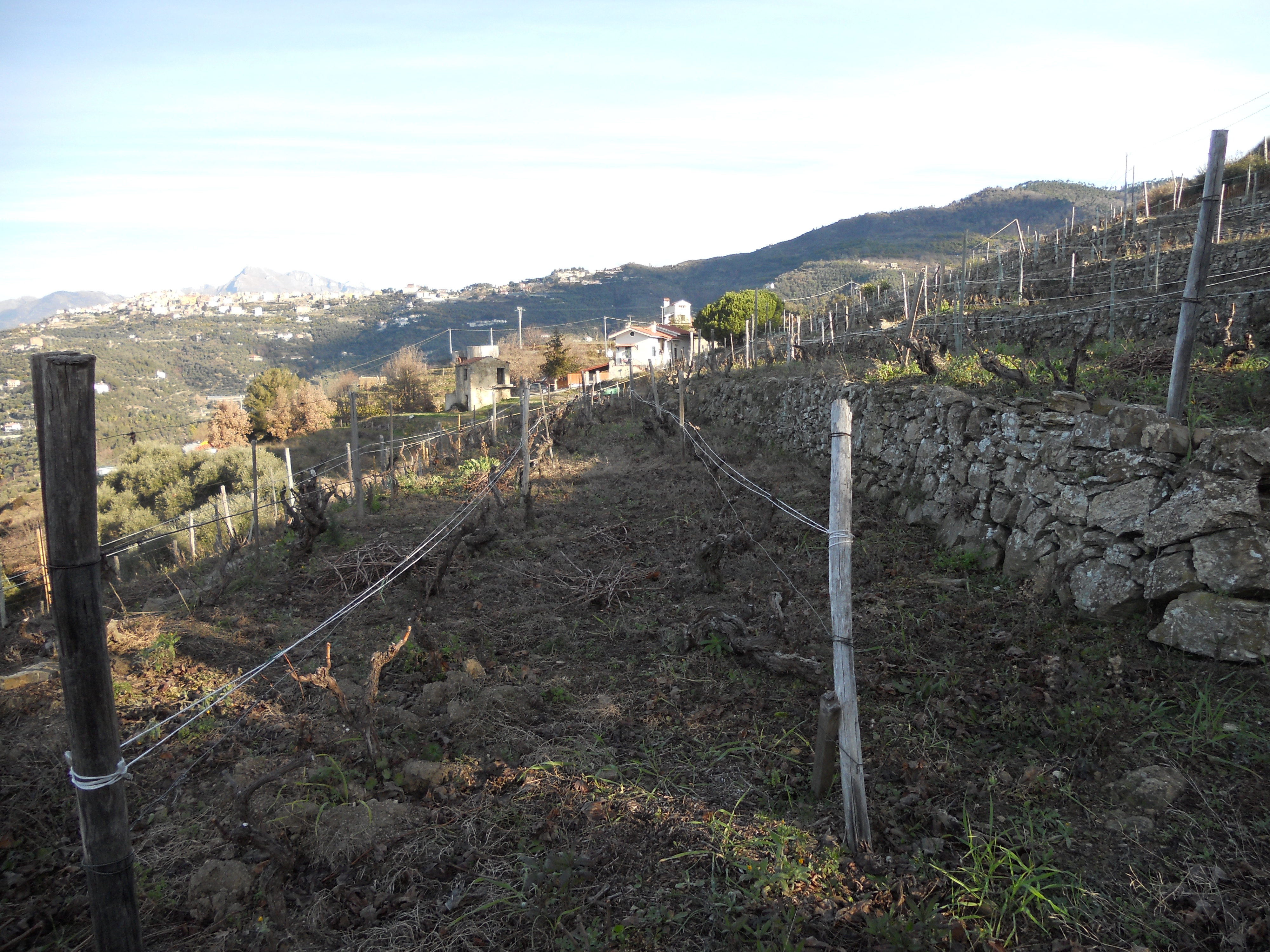
Particolare delle terrazze con gli originali muretti a secco

Le operazioni di vinificazione e imbottigliamento devono essere effettuate nell'interno della zona di produzione delimitata nel precedente art. 3. Tuttavia, tenuto conto delle situazioni tradizionali di produzione è consentito che tali operazioni siano effettuate nell'intero territorio dei comuni anche se soltanto in parte compresi nella zona delimitata.
Nella vinificazione sono ammesse soltanto le pratiche enologiche leali e costanti, tradizionali della zona, atte a conferire al vino le sue peculiari caratteristiche.
La resa massima delle uve in vino non deve essere superiore al 70%. Il vino “Rossese di Dolceacqua” o “Dolceacqua” superiore non può essere immesso al consumo prima del 1 ° novembre dell'anno successivo a quello della vendemmia.
Articolo 6.
Il vino “Rossese di Dolceacqua” o “Dolceacqua”, all'atto dell'immissione al consumo, deve rispondere alle seguenti caratteristiche: colore: rosso rubino, granato se invecchiato;
odore: vinoso intenso, ma delicato, caratteristico; sapore: morbido; aromatico, caldo; titolo alcolometrico volumico totale minimo: 12% vol; acidità totale minima: 4,5 g/l;
estratto non riduttore minimo: 23 g/l. Il vino “Rossese di Dolceacqua” o “Dolceacqua” che si fregia della qualificazione aggiuntiva “superiore” all'atto dell'immissione al consumo deve avere un titolo alcolometrico volumico totale minimo del 13,00% vol.
Articolo 7.
Ai vini a Denominazione di Origine di cui all'art. 1 è vietata l'aggiunta di qualsiasi qualificazione diversa da quella prevista nel presente disciplinare, ivi compresi gli aggettivi “extra”, “fine”, “scelto”, “selezionato” e similari. È tuttavia consentito l'uso di indicazioni che facciano riferimento a nomi, ragioni sociali, marchi privati, non aventi significato laudativo e non idonei a trarre in inganno l'acquirente.
È inoltre consentito l'uso delle “menzioni geografiche aggiuntive” definite nell'allegato al presente disciplinare di produzione. Sulle bottiglie o altri recipienti contenenti vino “Rossese di Dolceacqua” o “Dolceacqua” deve figurare l'indicazione dell'annata di produzione delle uve, purché veritiera e documentabile.
Articolo 8.
Confezionamento: è consentito l'uso di bottiglie in vetro aventi capienza massima di litri 12. Tappatura: in base alle norme vigenti, è escluso l'uso del tappo a corona.

## Menzioni Geografiche o Cru

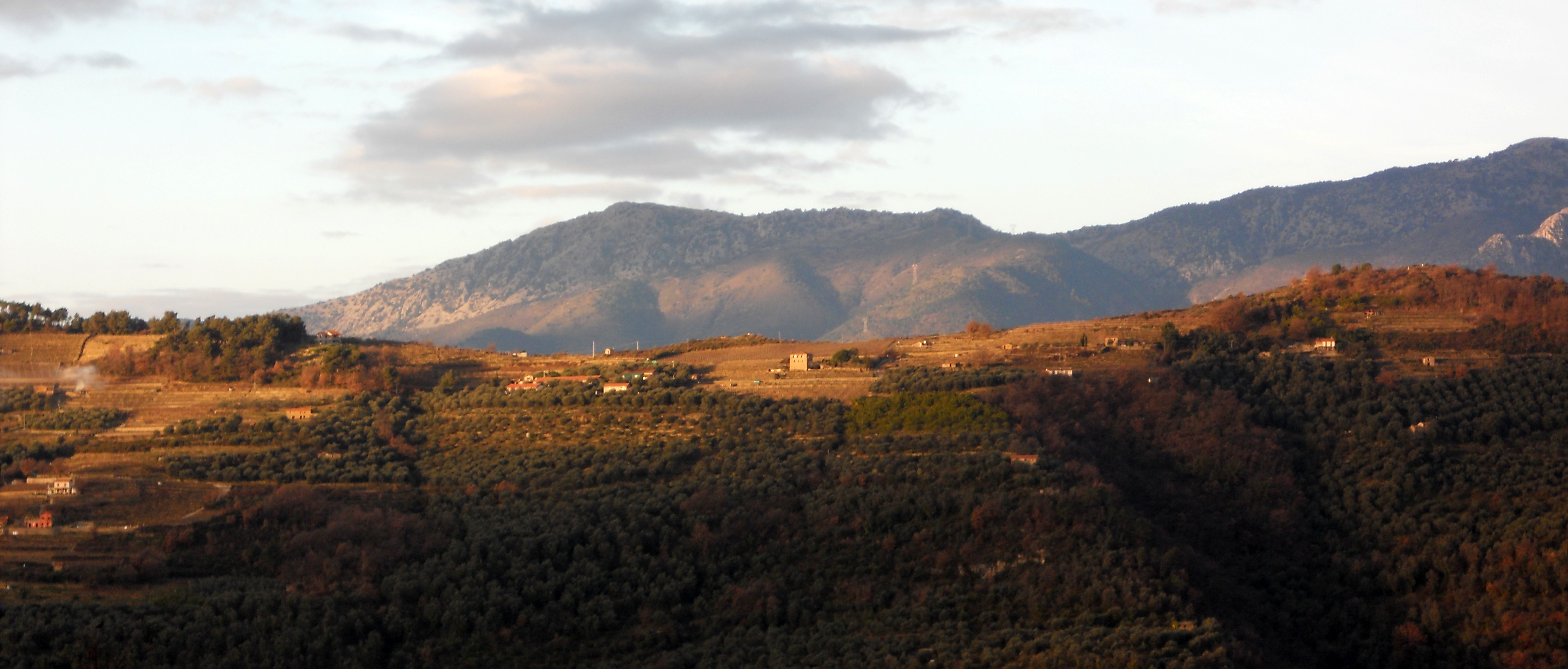
Una porzione del cru Arcagna, alle spalle le Alpi Marittime

Il disciplinare Doc del Rossese di Dolceacqua prevede l'individuazione di zone produttive di particolare pregio, denominate 'cru' o 'menzioni geografiche', appunto. Queste zone storicamente note sono omogenee per caratteristiche di base quali altitudine, esposizione, tipologia del terreno. I vini provenienti dai cru sono in linea di massima assimilabili per caratteristiche di fondo, anche se, ovviamente, l'interpretazione del produttore può notevolmente cambiare il risultato del vino.
Le menzioni, se opportunamente registrate, possono essere riportate in etichetta definendo quindi in maniera ancora più precisa la provenienza delle uve con cui è stato prodotto il vino.

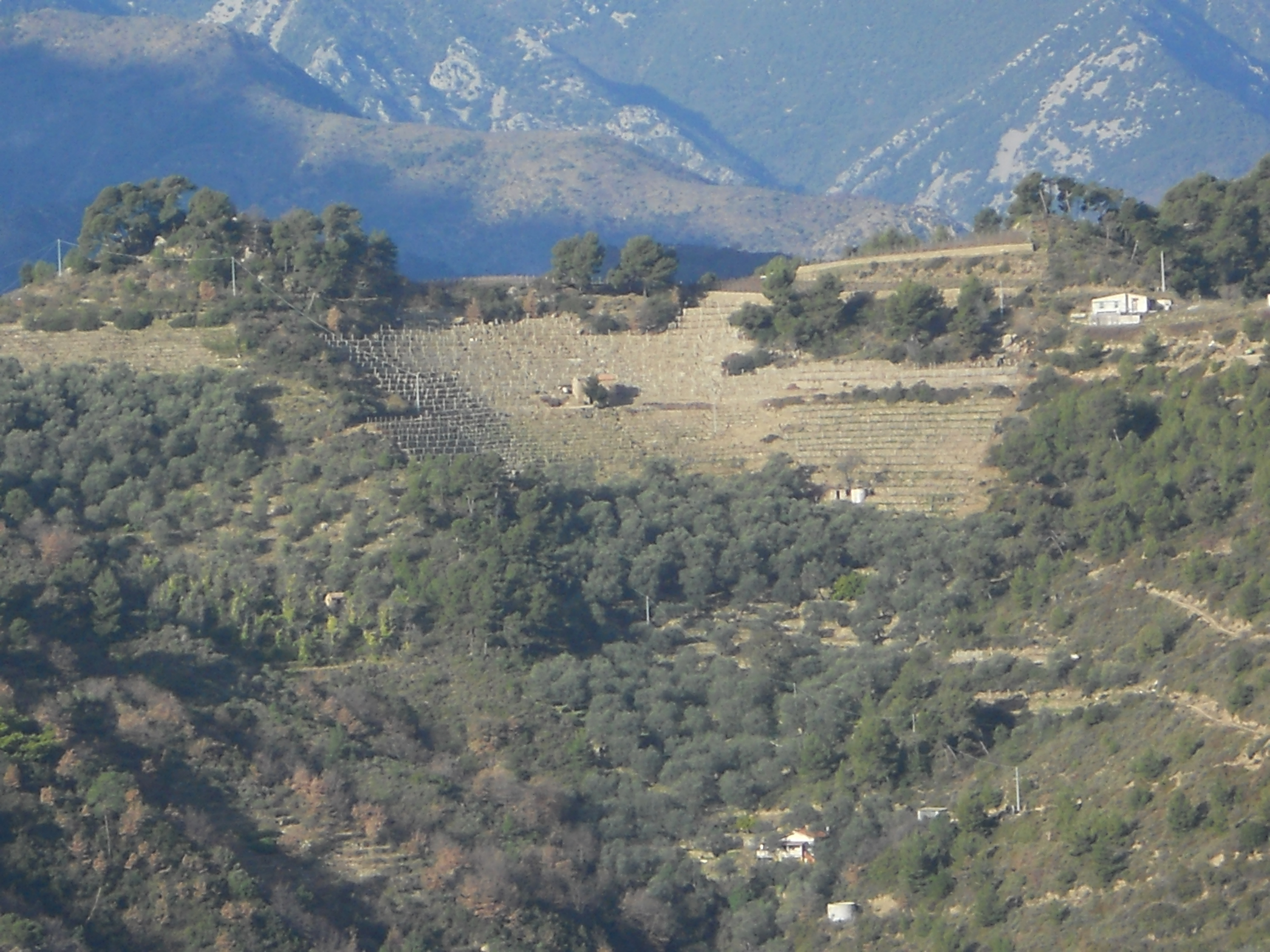
Il cru Galeae

Queste le suddivisioni dei Cru per Comune di appartenenza:
- Camporosso: Luvaira, Migliarina, Pian del Vescovo, Trinceria, Monte Curto, Brunetti.
- Dolceacqua: Arcagna, Tramontina, Morghe, Rosa, Pozzuolo, Armetta, Ruchin, Cian da Marchesa, Peverelli, San Martino.
- Perinaldo: Curli, Savoia, Alpicella.
- San Biagio della Cima: Posaù, Luvaira, Nouvilla, Berna, Buscarra, Garibaudo, Crovairola.
- Soldano: Pini, Bramusa, Galeae, Beragna, Luvaira, Ferenghé, Foulavin, San Martino
- Vallecrosia: Santa Croce
- Ventimiglia: Piemattun, Roasso, Sette Camini

Dolceacqua risulta essere il Comune più vitato con il 37% delle vigne, seguito da Soldano (21%), Camporosso (15%), San Biagio (13%) e i restanti Comuni insieme per la restante parte. (Fonte: Ispettorato Agrario Imperia, 2011)

## Caratteristiche organolettiche
Il Rossese di Dolceacqua, da non confondere con il Rossese Riviera Ligure di Ponente (detto anche 'di Campochiesa') è un vino di colore rosso rubino, dal sapore sapido e fragrante.
Il profumo è lieve, fragrante, fruttato e floreale; l'aroma ha inoltre forti richiami mediterranei, di macchia (timo, rosmarino, pino, elicriso...), di terra e di mare; se giustamente affinato si fa intenso e persistente, con sentori più complessi e articolati di rosa leggermente appassita, di frutti rossi, di spezie e altri profumi mediterranei che confermano lo strettissimo legame tra il mare e la terra, a specchio del territorio d'origine. La gamma aromatica è molto complessa e stratificata.
In bocca è poco tannico, di notevole ed elegante sapidità, con caratteristico fondo amarognolo. Nelle realizzazioni più semplici può avere struttura molto leggera, mentre le migliori selezioni esprimono medio volume e morbidezza in bocca unite a buona acidità e ad un tenore alcolico di livello. Particolarissima caratteristica è la sapidità estremamente accentuata che, unita alla buona acidità percepita, ne fanno un vino molto piacevole da bere.
Si serve piuttosto fresco, ad una temperatura intorno ai 15 gradi; alcuni amano berlo, soprattutto se giovane, anche più fresco.
Il calice dovrà essere di medie dimensioni con buona larghezza della pancia per permettere sufficiente ossigenazione del vino.
L'utilizzo del decanter è sconsigliato, essendo vino assai delicato e sensibile all'ossidazione, soprattutto se invecchiato. Preferibile la scolmatura della bottiglia qualche tempo prima dell'assaggio, o la permanenza nel bicchiere per valutarne le sfumature nell'evoluzione.

## Il Dolceacqua e la cucina
Il Rossese di Dolceacqua è sicuramente un vino da abbinare alla cucina, per la sua natura golosa e sapida. Andrà benissimo laddove sarà necessario un vino rosso con accenti aromatici speziati e buon contrasto acido. Dal pesce alla carne, passando per le verdure ed i funghi. Tra i pochi vini che tollerano l'abbinamento con i carciofi, per via della sua natura poco tannica.
Abbinamento gastronomico tipico: con l'antico e tradizionale stufato di capra con i fagioli, capretto o agnello al forno, coniglio alla ligure, vitella all'uccelletto, terrina di fagiano, faraona alla crema con funghi, tordi in casseruola e formaggette dell'alta val Nervia.
Abbinamento gastronomico alla tavola di tutti i giorni: se giovane con pesce azzurro, salumi rossi di media stagionatura persino sashimi di tonno; se invecchiato, con tutti quei piatti dotati di discreta materia grassa o dolce, coi quali la sapidità e la speziatura naturale del Rossese di Dolceacqua si fondono splendidamente.

## Produzione
La superficie coltivata di rossese di Dolceacqua supera di poco gli 80 ettari nel 2010. In netto calo rispetto ai dati del Ministero delle Politiche Agricole che nel 1962 attribuiva una superficie coltivata a rossese di Dolceacqua di circa 650/700 ettari. Come si può notare nella tabella riportata qui sotto le rese rispetto alla superficie sono molto basse.
| Annata | volume l | Sup. mq | Resa hl/ha |
| ------ | -------- | ------- | ---------- |
| 2006   | 252.599  | 714.711 | 36,71      |
| 2007   | 265.587  | 773.740 | 39,13      |
| 2008   | 209.334  | 785.388 | 32,99      |
| 2009   | 181.751  | 791.489 | 31,09      |
| 2010   | 223.511  | 801.909 | 38,65      |

Fonte: Ispettorato Agrario Imperia, 2011.